# 泰沙娜·维尼斯·瓦汉
泰沙娜·维尼斯·瓦汉（Teshana Vignes Waran，1989年10月31日—），法國女子羽毛球運動員。她與胞姊萨申纳·维尼斯·瓦汉同在馬來西亞出生，其後移居法國，並於2013年9月1日取得法國國籍。

## 主要比賽成績
只列出曾進入準決賽的國際賽事成績：
| 年份   | 賽事                         | 公開賽級別 | 項目     | 拍檔               | 成績   |
| ------ | ---------------------------- | ---------- | -------- | ------------------ | ------ |
| 2012年 | 克羅地亞羽毛球國際賽         | 國際系列賽 | 混合雙打 | 洛朗·康斯坦丁      | 準決賽 |
| 2013年 | 大溪地羽毛球國際挑戰賽       | 國際挑戰賽 | 女子雙打 | 萨申纳·维尼斯·瓦汉 | 準決賽 |
| 2013年 | 大溪地羽毛球國際挑戰賽       | 國際挑戰賽 | 混合雙打 | 洛朗·康斯坦丁      | 亞軍   |
| 2013年 | 西班牙羽毛球公開賽           | 國際挑戰賽 | 混合雙打 | 洛朗·康斯坦丁      | 準決賽 |
| 2014年 | 羅馬尼亞羽毛球國際賽         | 國際系列賽 | 女子雙打 | 洛林·鲍曼          | 準決賽 |
| 2014年 | 羅馬尼亞羽毛球國際賽         | 國際系列賽 | 混合雙打 | 巴斯蒂安·凯尔索迪  | 亞軍   |
| 2015年 | 南方共同市場羽毛球國際挑戰賽 | 國際挑戰賽 | 女子雙打 | 劳拉·舒瓦内        | 亞軍   |
| 2015年 | 立陶宛羽毛球國際賽           | 未來系列賽 | 女子雙打 | 玛丽·巴托梅内      | 冠軍   |
| 2015年 | 立陶宛羽毛球國際賽           | 未來系列賽 | 混合雙打 | 索伦·托夫特·汉森   | 冠軍   |

| 2007-2017年 | 首要超級賽 | 超級賽 | 黃金大獎賽 | 大獎賽 | 國際挑戰賽 | 國際系列賽 | 未來系列賽 | 其他 |

| 2018-2026年 | 總決賽 | 超級1000賽 | 超級750賽 | 超級500賽 | 超級300賽 | 超級100賽 | 國際挑戰賽 | 國際系列賽 | 未來系列賽 | 其他 |